# Jargon et jobelin
Cet article court présente un sujet plus développé dans : Ballades en jargon.

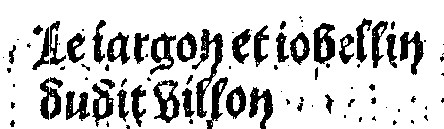
Titre de la série des ballades en jargon dans l'édition Levet (1489)

Le Jargon et jobelin dudit Villon, tel est le nom donné à une série de six ballades sans titre publiées par Pierre Levet en 1489 parmi les œuvres de François Villon. Cette œuvre, dont l'attribution à Villon a parfois été contestée en raison de ses faiblesses littéraires, est décrite dans l'article ballades en jargon.
Elle a été citée par de nombreux spécialistes, notamment de l'argot des malfaiteurs (entre autres, dans Les Voleurs de Vidocq 1837), comme témoignage du jargon des bandits du quinzième siècle, et ce encore plus depuis que des termes du Jargon et jobelin dudit Villon ont été repérés dans les pièces du procès des Coquillards à Dijon en 1455 (Schwob 1892).
Le mot jargon désignait, entre autres, entre le XIIIe siècle et le XVIIIe siècle, un langage, jugé secret ou difficile à comprendre, utilisé par des groupes de gens vivant plus ou moins fortement en rupture avec l'ordre social (bandits, voleurs, tricheurs, mendiants, merciers ambulants, etc.).
Le mot jobelin est généralement défini, dans la lexicographie du moyen français et dans celle de l'argot, comme désignant un langage à double sens, un jargon en rapport avec des tromperies, ce que confirme l'article JOBELIN du Dictionnaire du moyen français en ligne du laboratoire ATILF du CNRS (version 2010).